# Trihymena terricola
Trihymena, Trihymenidae
Famille
Genre
Espèce
Trihymena terricola, unique représentant du genre Trihymena et de la famille des Trihymenidae, est une espèce de Ciliés de la classe des Colpodea et de l’ordre des Bryometopida.

## Étymologie
Le nom de Trihymena est composé du préfixe tri-, « trois », et du grec υμένας / ymenas, « membrane ; peau ».

## Description
Wilhelm Foissner décrit ainsi cette famille : 

« Bryometopida petits à très petits, totalement ciliés, sans suture postorale, avec un organelle paroral non nettement séparé de la cinétie (n°) 1, incurvé, courant tout le long de la paroi vestibulaire droite qui ne le recouvre pas et deux organelles adoraux rectangulaires disposés en « ʌ ». Pas de cinéties vestibulaires. Argyrome à mailles serrées, irrégulières. Le genre type est Trihymena Foissner, 1988. »

## Systématique
L'espèce, son genre et sa famille ont été décrits en 1988 par le microbiologiste autrichien Wilhelm Foissner.